# Grotte de Liku
Pour les articles homonymes, voir Liku.
La grotte de Liku est une petite grotte littorale située à l'est de l'île de Niue, proche du village de Liku.